# Eupithecia macrocarpata
Euphitecia macrocarpata es una especie de polilla de la familia Geometridae. La especie fue descrita por primera vez por James Halliday McDunnough habiendo sido descrita en 1944, con distribución descrita especialmente en California, en el Oeste de Estados Unidos. El holotipo de la especie, un espécimen femenino, fue descrito en los alrededores de Half Moon Bay. Por sus características morfológicas, E. macrocarpata pertenece al grupo de especies norteamericana Eupithecia palpata.

## Descripción
Es una polilla pequeña con una envergadura de unos 23 milímetros (0,9 plg). Las alas anteriores son de color marrón oliváceo. la mácula es de color marrón amarillento grisáceo oscuro a marrón grisáceo oscuro con un punto discal prominente. Las líneas antemedial y posmedial se ven generalmente bien definidas.

### Larvas
La oruga E. macrocarpata es cilíndrica con una longitud de 21 milímetros (0,8 plg) y 2.5 mm de ancho en su segmento central. La cabeza es marcadamente bilobulada y de color marrón amarillento uniforme. Los ocelos cuentan con puntas negras y antenas amarillas.
El primer segmento del cuerpo es predominantemente amarillo, con un par de rayas alargadas de color marrón negruzco en la zona media, separadas por una estrecha línea amarilla. Los segmentos restantes, excepto la cola, son verdes con un ligero tono amarillento. En cada segmento típico hay una zona triangular verde claro bordeada por líneas verdes más oscuras que convergen en cada unión segmentaria. El último segmento caudal presenta un tono marrón amarillento. Los espiráculos tienen el centro marrón, bordeado estrechamente de amarillo, y las patas y propatas son de color verde translúcido.
Las larvas se alimentan de Cupressus forbesii y, desde su introducción a la costa de California sur, Cupressus macrocarpa.

### Pupas
La pupa de la especie es de 10 mm x 3 mm. La cabeza presenta una ligera coloración marrón rojiza. El tórax y las cápsulas alares son predominantemente de color pajizo. Las superficies dorsales de los segmentos abdominales son verdes, con un matiz canela en el vientre. El cremáster es negro y ligeramente más alargado que los de las otras especies del género.